# Філіпп III (герцог Бургундії)
Філіпп III (фр. Philippe; 31 липня 1396 Діжон, Бургундія — 15 червня 1467 Брюгге, Бургундія) — герцог Бургундський (1419—1467), Брабантський, Лімбурзький (з 1430) і Люксембурзький (з 1443). Граф Бургундії й Артуа (з 1419), Геннегау, Голландії та Зеландії (з 1432). Маркграф Намюра (з 1429, як Філіпп IV). Представник Бургундського дому династії Валуа.
Грав ключову роль в кінці Столітньої війни. Об'єднався з Англією, прагнучи помститись за вбивство свого батька, це призвело до підписання Труаського договору, який зробив англійського короля Генріха V спадкоємцем французького престолу. Завдяки сильній інтервенціоністській політиці Філіппу вдалося значно розширити свої володіння, скуповуючи та успадковуючи нові землі. Був одним із найбагатших і наймогутніших аристократів свого часу. При Філіппові Бургундський двір став художнім та культурним центром Європи. Неодноразово виявляв своє бажання піти у хрестовий похід. У 1430 році заснував престижний лицарський орден Золотого Руна.
Прізвисько — До́брий (фр. le Bon).

## Біографія

### Ранні роки
Був старшим сином Жана Безстрашного і Маргарити Баварської.
28 січня 1405 отримав титул графа де Шаролє і, ймовірно, тоді ж був заручений з Мішель Валуа (1395—1422), дочкою короля Франції Карла VI і Ізабелли Баварської. Весілля ж відбулося в 1409.

### Початок правління і союз з Англією
Герцогом Бургундським Філіпп став після вбивства його батька в 1419. У цьому вбивстві, яке сталося в Монтеро, Філіпп звинуватив дофіна Франції Карла.
У 1420 уклав союз з королем Англії Генріхом V. В 1423 цей союз був укріплений шлюбом між сестрою Філіппа Анною і Джоном, герцогом Бедфордом, регентом при малолітньому королі Генріхові VI. Варто відзначити, що після того, як зусиллями Ізабелли Баварської французький дофін був оголошений бастардом, Генріх V успадковував французький престол після Карла VI Божевільного, а Філіпп ставав його намісником у Франції.
У 1430 бургундські війська захопили в Комп'єні Жанну д'Арк і пізніше передали її англійцям, які звинуватили її в єресі, судили і стратили.
Союзництво бургундців з англійцями закінчилося в 1435, після того, як по Арраському договору Філіп визнав Карла VII королем Франції. Однак цей договір був порушений в 1439, а в 1440 Філіпп підтримав повстання французької знаті (також відоме як Праґер) і дав притулок бунтівному дофіну Людовіку.

### Розширення Бургундських земель

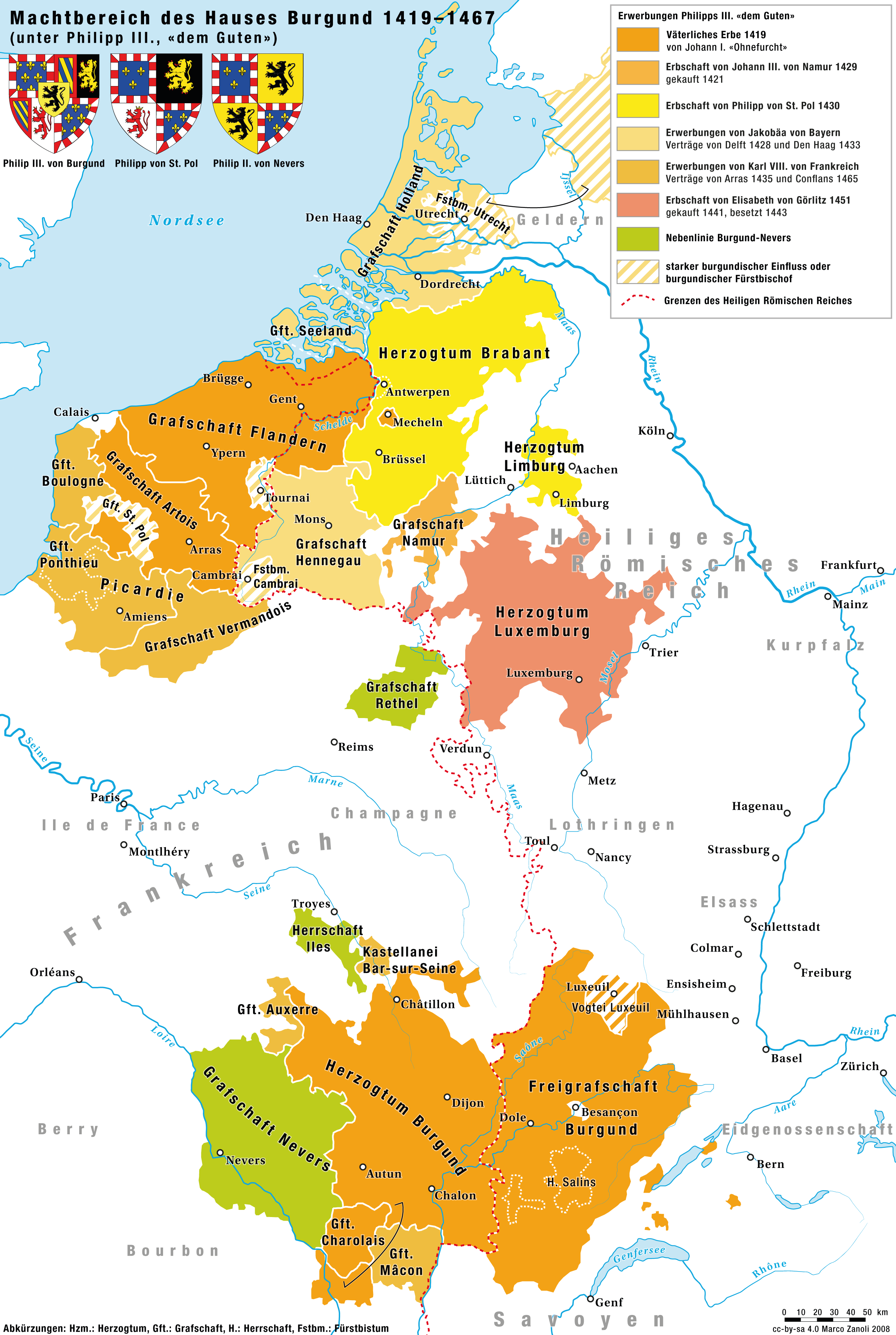
Герцогство Бургундія під час правління Філіппа III Доброго

Під час Столітньої війни Філіпп волів не воювати на боці жодної зі сторін, а, користуючись нестабільністю, займався приєднанням нових земель до свого герцогства. В 1429 він приєднав Намюрське графство, після смерті його бездітного правителя Жана III, викуплене в останнього за борги ще в 1421 році. В 1432 він приєднав ще кілька нідерландських земель, в тому числі Фрисландію і Зеландію. Після смерті свого кузена Філіппа де Сен-Поль в 1430 він успадкував Брабантське герцогство і Антверпенське маркграфство. А в 1443 купив Люксембурзьке герцогство у своєї тітки Єлизавети фон Герліц. Не дивно, що після всього цього Філіпп став називати себе «Великим герцогом Заходу».
Однак в 1463 Філіппу довелося повернути частину захоплених земель Людовіку XI. В цьому ж році він заснував Генеральні штати Голландії, побудовані за французькою моделлю.
Помер Філіпп в Брюгге в 1467, причиною його смерті стала гостра пневмонія нижньої частки легенів, що спровокувала короткочасний набряк легенів і сепсис, який вразив селезінку.
Похований Філіпп III в Діжонському соборі.

### Характер
Філіп був страшний у своєму гніві, але вмів швидко прощати. Люблячи дорогі речі, він зволікав з роздумами, враховуючи рекомендації своїх радників. Також як і король Франції Іоанн II Добрий, Філіпп III Добрий був зобов'язаний прізвиськом не своїй доброті, але тому, що «добре тримав в руках шпагу». Герцог до кінця свого життя пам'ятав про вино французьких Валуа, яке не перешкодило вбивству його батька Жана Безстрашного. Смерть його батька викликала у нього дуже глибокий сум (його майже завжди зображували в чорному камзолі, в знак жалоби).

### Покровитель мистецтв

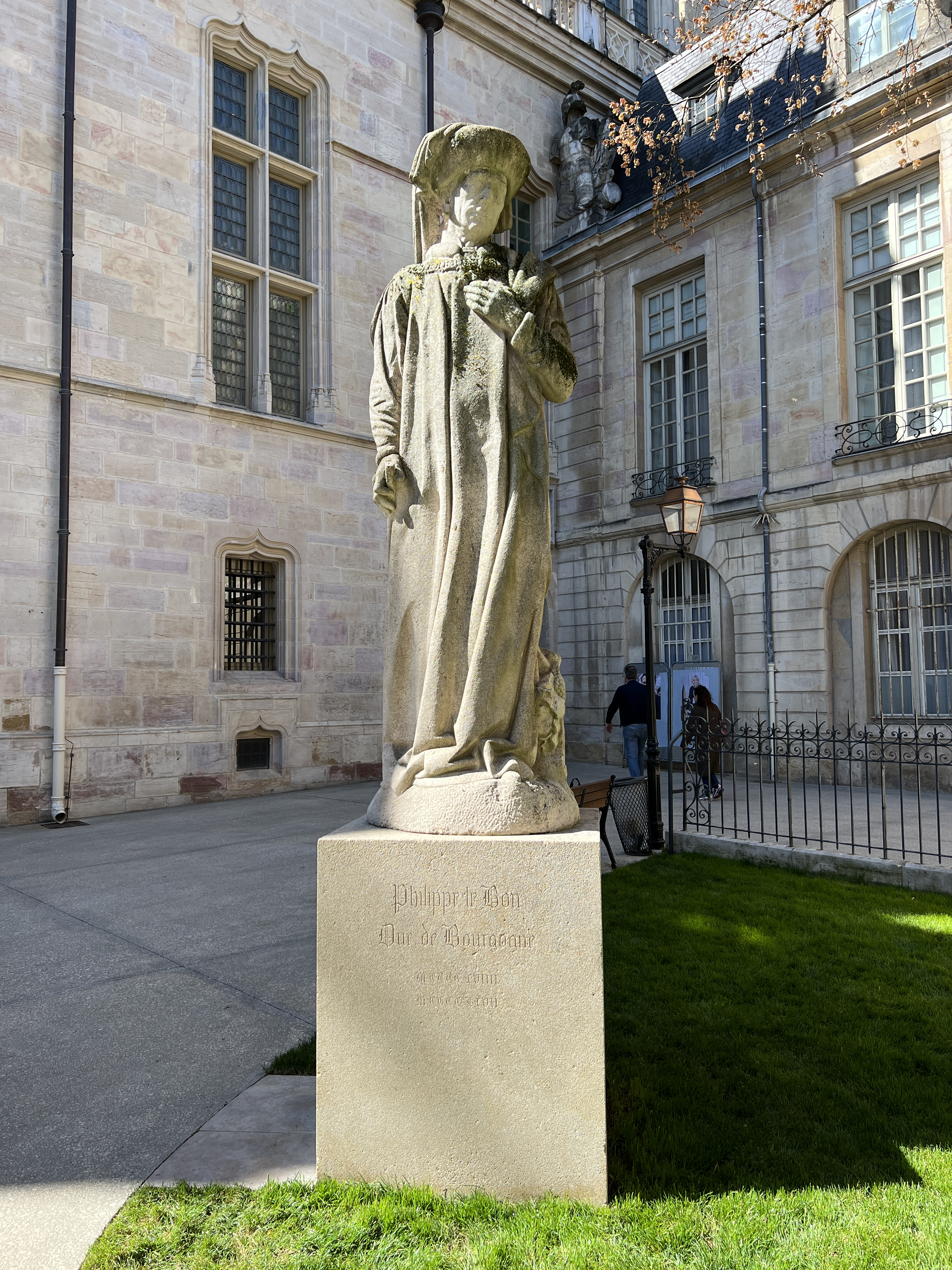
Статуя Філіппа III в Діжоні

Філіпп посилено підтримував ідею лицарства при своєму дворі. В 1430 він створив Орден Золотого руна. Його герцогство не мало постійної столиці, і двір був то в Брюсселі, то в Брюгге, то в Ліллі, і в цих містах часто влаштовувалися лицарські турніри.
В 1454 Філіпп хотів влаштувати хрестовий похід проти Османської імперії, однак цей задум так і не був здійснений.
Також Філіпп був великим поціновувачем творів мистецтва, зібрав велику колекцію гобеленів та інших робіт. Під час його правління Бургундська капела стала музичним центром Європи, спостерігався великий розвиток Бургундської школи композиторів і співаків. Жиль Беншуа, Робер Мортон і пізніше Гійом Дюфаї, найвідоміші композитори XV століття грали у придворній капелі Філіппа.
В 1428 Ян ван Ейк був відправлений в Португалію, для того, щоб написати портрет нареченої Філіпа інфанти Ізабелли. За допомогою досвідчених португальських кораблебудівників Філіпп заснував свою власну судноверф в Брюгге.

## Образ в літературі
Історико-пригодницька серія «Катрін» французької письменниці Ж. Бенцоні розповідає про герцога Філіппа як про одного з героїв роману — він виступає і як історична особа, правитель і політик, і як коханий головної героїні — прекрасної Катрін.

## Родина
1 Дружина — Мішель (1395—1422)
Діти:
- Агнеса (1421/1422)

2 Дружина — Бона (1396—1425)
Діти: не було
3 Дружина — Ізабела (1397—1471), дочка Жуана I і  Філіппи Ланкастерської
Діти:
- Антуан (1430—1432)
- Жозе (1432)
- Карл (1433—1477) — герцог Бургундії

Бастарди: 
Коханка — Іоанна Прель
- Антуан (1421—1504)

Коханка — Катерина
- Корнелій (1421—1452)

Коханка — Іоанна
- Марія (1426—1475)
- Давид (1427—1496)

Коханка — Якоба
- Анна (1435—1508)

Коханка — Марія Белеваль
- Рафаель (1437—1508)

Від невідомих:
- Маргарита (?—1455)
- Іоанн (1438—1499)
- Бодуен (1446—1508)
- Філіпп (1464—1524)